# Herman Frazier
Herman Frazier, född den 29 oktober 1954 i Philadelphia, Pennsylvania, är en amerikansk friidrottare inom kortdistanslöpning.
Han tog OS-brons på 400 meter vid friidrottstävlingarna 1976 i Montréal. 